# Urban Assault
Urban Assault(アーバン アサルト)は、1998年10月9日にマイクロソフトが発売した戦略型3Dシューティングゲーム。

## 概要
「人類最大の過ち」と呼ばれる環境破壊後、わずかに生存する人類などが互いに争っている近未来。ヨーロッパから北アフリカ、西アジアが舞台である。自軍である「レジスタンス」を指揮し、地球外生命体マイコニアが地球を侵略するために設置した兵器「パラサイト」を破壊し、生き残ることが目的。各軍はホストステーション(以下HS)とよばれる軍中枢からさまざまなマシンや施設を指揮する。
通常のゲームでいうボスは存在せず、「ビームゲート」をくぐることで次のステージにテレポートし、クリアとなる。
また、従来の戦略ゲームと違い、自分でマシンを操作することができ、戦局を大きく変えることができる。

## 兵器
各軍はそれぞれの兵器を駆使し、偵察、占領、兵器の破壊、制圧、防御などの戦術を展開する。各兵器はそれぞれエネルギーと呼ばれるものを持ち、その数値が0になったときに破壊される。エネルギーの数値は各兵器によって異なる。
また、多くの兵器は武器を発射出来る。武器は敵兵器のエネルギーを減らす他、フィールドセクタの占領、建物の破壊なども可能。武器の攻撃力、性質、飛距離などは各武器によって異なる。
それに対し、各兵器は装甲を持ち、自エネルギーが減る量を軽減することが出来る。

### ホストステーション（HS）
マシンおよび施設を作ることができる中枢。砲台を装備する。マシンを作成するときは、そのマシンのエネルギー量の2倍がHSのエネルギーから消費される。施設の場合は特に規則性はない。自軍のHSが破壊されるとゲームオーバー、敵軍のHSを破壊すると、その軍のマシンがすべて破壊され、占領していたセクタが全て自軍のものになる。
シングルプレイヤーでは、自軍のHSは移動距離に応じたエネルギーを消費し、テレポートで移動することになる。敵軍は逆にフィールド上を飛行し、テレポートはできない。マルチプレイヤーでは、HSはすべてテレポート移動である。

### マシン
ゲーム中では、各軍の兵器は7つに分類される。武器を使用すると、その攻撃力に応じてエネルギーを消費する。偵察機以外は自分のセクタから1〜2マスの範囲が索敵可能。また、「人類最大の過ち」によって地球上の水は枯れてしまっているため、海軍は存在しない。
戦車
ほとんどが強力な装甲と武器を有し、施設やHSに対して有効な兵器である。ただし、ゴアカフ軍のスピーディのようにかなり対空戦車に近いものも存在する。
対空戦車
低コスト、高速な車両で、その名の通り航空機に対して高い戦闘力を発揮する。分類としての対空戦車を持つのはレジスタンス軍のみである。
爆撃機
戦車に対して高い攻撃力を発揮するが、プレイヤーが操作した場合の命中率は高くない。また、アーバンアサルトの航空機は現実のそれよりもかなり低速かつ低高度を飛行するため、爆撃機で戦闘機やヘリコプターを撃墜するような芸当も可能である。
ヘリコプター
主に戦車に対して威力を発揮する。
戦闘機
比較的高速で、他の航空機に対して有効である。
偵察衛星
武器は装備していないが、他のマシンより索敵範囲が広い。また、移動速度も最速クラスである。
特殊兵器
対マシンよりも、施設やHSへの攻撃のために設計されている。以下に例を挙げる。
- ライノ（レジスタンス軍）

通常の戦車とは比較にならない程の破壊力と射程を持ったロケット弾を発射できるが、代わりに装甲は最低クラスであり、連射力も無いに等しい。施設やHSの遠距離攻撃に使われることが多い。
- ロックスレッド（レジスタンス軍）

自爆によって敵を攻撃する高速車両。ゲーム中では値が表示されないが、ずば抜けた攻撃力を持ち、PSでも一撃で破壊することができる。その反則的な性能からか、マルチプレイヤーでは使用不可である。

### 施設
他軍に占領されていないセクタにのみ設置できる。HSを補助するなどの用途がある。スルゴガー軍のみ、施設を作る事ができない。
パワーステーション（PS）
HSやマシンのエネルギーを回復させることができる。回復量は種類、PSまでの距離、PSの損傷度によって異なる。また、PSを所持している軍のセクタ内にHSやマシンが侵入し、接近するとそのエネルギーが減る。減量はPSに近づけば近づくほど大きくなる。ただしいくら近くてもPSを所持している軍のセクタ内に侵入しなければ減ることはない。
フラクステーション
近づく敵軍を攻撃する。通常のマシンと比べて装甲が厚く、武装を使用してもエネルギーが減ることは無いが、PSによって回復することもない。
レーダーステーション
一定範囲内のセクタの状況を監視する。通常の偵察衛星より装甲が厚く、索敵範囲も広い。
スタッドソン爆弾
一部のレベルに設置された、地域全体を破壊する兵器。作成することも破壊することもできない。本体セクタと幾つかのトリガセクタが存在し、その全てを占領するとカウントダウンが始まる。そのままカウントダウンが終了すると爆発し、すべての施設と自軍以外の全てのマシンとHSが破壊される。敵軍にコードが解読されているため、敵軍にも同じように利用されてしまう。

## 操作
プレイヤーは2種類の視点から軍を指揮する。HSからの視点と、「仮想プレゼンスモード」によるマシンからの視点である。マシン、施設の作成はHSからでないと出来ないが、プレイヤーはどの視点からでもマシンを指揮し、敵と交戦したり、セクタの占領を行わせることが出来る。
「仮想プレゼンスモード」を使用する際は、コンピューターが操作するときと比べて性能が変化する場合が多い。その多くは性能がアップするが、幾つかの種類ではコンピューターの方が性能が良いものがある。

## 登場勢力
表記は「マシン名(クラス)」。

### 自軍

#### レジスタンス
「人類最大の過ち」後、唯一残った民主的、自由主義集団。ハッカーやエンジニアがレジスタンス拠点として、7つのHSを作った。手術を施され、HSと一体化された人間（SDU）が乗り込み、操作する。現在は1つしか残っていないが、前任のSDUの「知識」は全てデジタル化され作戦に活かされている。

兵器の攻撃力、装甲などは高いわけではないが、突出した能力を持つ特殊兵器などがある。また、マシン、施設の数は全勢力中最多である。
- レジスタンスHS(HS)
- フォックス(対空戦車)
- ウィーゼル(対空戦車)
- ジャガー(戦車)
- タイガー(戦車)
- ロックスレッド(特殊兵器)
- ライノ(特殊兵器)
- ワスプ(ヘリコプター)
- ホーネット(ヘリコプター)
- ドラゴンフライ(ヘリコプター)
- ファイアフライ(ヘリコプター)
- ファルコン(戦闘機)
- ウォーハンマー(戦闘機)
- マローダ(爆撃機)
- スカウト(偵察機)
- エビルファンツ(戦車)

### 敵軍

#### ゴアカフ
ユーラシア大陸を支配する全体主義的軍国主義集団。以前、レジスタンスが自分たちを裏切ってマイコニアに情報を流したことを恨んでいる。
マシンは攻撃力が高いものが多いものの、装甲が薄い。
- トランタルI(HS)
- トランタルII(HS、別名スコルピオ)
- スピーディ(戦車)
- テクトラク(戦車)
- ガーゴイル(ヘリコプター)
- ガーゴイル2(ヘリコプター)
- イン(戦闘機)
- ギガント(特殊兵器)
- ギガント2(特殊兵器)
- ティンイン7(戦闘機)
- ガーゴイル3(爆撃機)
- ヤン(爆撃機)
- ゴアスカウト(偵察衛星)

#### ターカスト
古くから続いている狂信的カルト集団。電子工学などに否定的だが、高度な兵器を開発している。ターカストは、他の全ての産業社会が「人類最大の過ち」を起こしたとしている。
マシンの移動速度は低いものの、装甲が非常に厚いものが多い。
- ターカストフライングフォートレス(HS)
- アイゼンハンス(戦車)
- レオニド(戦車)
- ブロンスタイン(ヘリコプター)
- ヘッツェル(戦闘機)
- ファントム(戦闘機)
- サープ(戦闘機)
- ノースジェッツ(爆撃機）
- ツェッペリン(爆撃機)
- オルムスカウト(偵察衛星)

#### マイコニア
地球外からやってきた生命体。「パラサイト」を地球に設置し、そこからエネルギーを抽出している。
マシンは攻撃力、機動力共に優秀だが、シールドの弱さが弱点である。
- マイコステーション(HS)
- マイコグランドキューブ(戦車)
- マイコ5P0エアプリズム(ヘリコプター)
- マイコアワーグラス(ヘリコプター)
- マイコXO1クワッダ(特殊兵器)
- マイコエアスティック(戦闘機)
- マイコスタティック(戦闘機)
- マイコボンバー(爆撃機)
- マイコレーダー(偵察衛星)

#### スルゴガー
マイコニアと同じく地球外からやってきた植物に似た生命体。
特定のタイプのマシンには攻撃力が二倍になるなどの特徴を持つが、パワーステーションを作れないと言う欠点を持つ。
- スルゴガークイーン(HS)
- ミーングリーン(戦闘機)
- スライムロード(戦闘機)
- ブルースポア(爆撃機)
- リトルブラザー(偵察衛星)

#### ブラックセクト
他軍の兵器を盗用しているため、マシンはすべて他軍のものと同じである。HSはレジスタンスの新型機を奪ったもので、全勢力中最強である。また、彼らのすべてのマシンはステルスを装備し、レーダーに表示されることは無い。

- アンビル級ホストステーション (HS)

## その他
- 主人公はアーゲートゲームの非常にうまい青年とされている。手術をされ、自分と機械が融合した状態となった。わざわざ機械が人間に判断させる理由は、「恐怖心」を必要としたためである。
- 機械と融合された人間は主人公を含めて7人で、「SDU1」などのように名づけられる。主人公はSDU7であり、最後のSDUとされている。
- 改造が非常にしやすいゲームとされる。既存のステージや兵器を改造したり、新兵器を作成することが出来る。そのためのサイトも複数存在している。